# Berlevåg (plaats)
Berlevåg is een plaats op het schiereiland Varanger in het uiterste noorden van Noorwegen. De plaats maakt deel uit van de gelijknamige gemeente in de provincie Finnmark. De plaats heeft ruim 900 inwoners. De voornaamste bron van inkomsten is de visserij.
Het dorp heeft een bescheiden kerkgebouw uit 1960, Het werd gebouwd ter vervanging van een eerder bedehus uit 1868. 
Even buiten het dorp ligt het vliegveld waarvandaan Widerøe vliegt naar onder meer Tromsø en Hammerfest.
Berlevåg werd in 1944-45 vrijwel volledig verwoest bij de terugtocht van het Duitse leger uit Finnmark. In de jaren 50 vond een wederopbouw plaats.

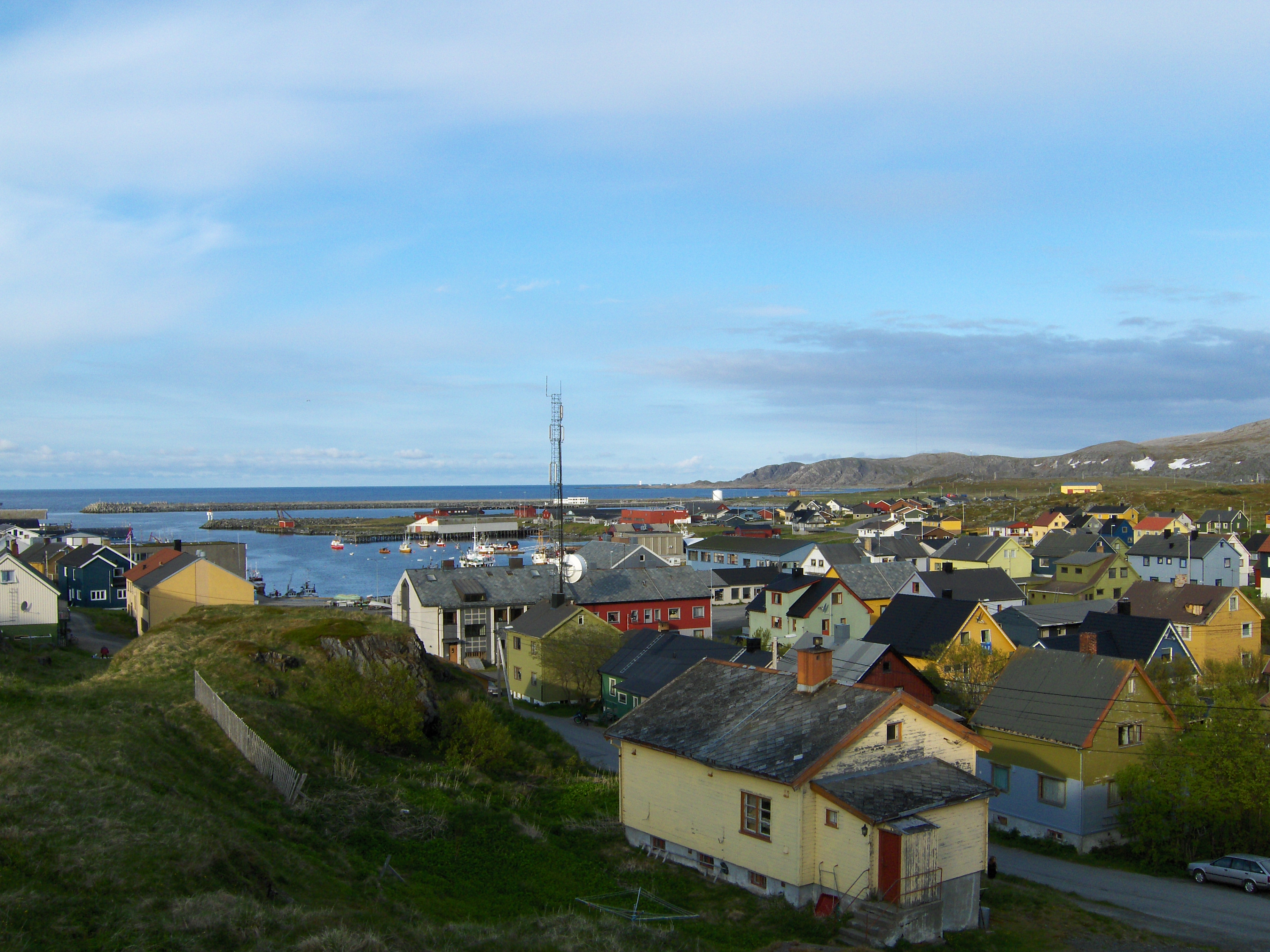